# Avdiivka, Sosnîțea
Avdiivka (în ucraineană Авдіївка) este o comună în raionul Sosnîțea, regiunea Cernihiv, Ucraina, formată numai din satul de reședință.

## Demografie
Componența lingvistică a comunei Avdiivka
     Ucraineană (99,35%)
     Alte limbi (0,65%)
Conform recensământului din 2001, majoritatea populației comunei Avdiivka era vorbitoare de ucraineană (99,35%), existând în minoritate și vorbitori de alte limbi.